# Alex Alepin
Pour les articles homonymes, voir Alepin.
Alex Alepin (né le 18 septembre 1975 à Montréal, dans la province de Québec au Canada) est un joueur professionnel canadien de hockey sur glace.

## Carrière de joueur
Il commence sa carrière en 1996-1997, alors qu’il évolue avec les Ice Pilots de Pensacola et le Blizzard de Huntington de l'East Coast Hockey League.
La saison suivante il dispute un match avec le ESV Kaufbeuren de la DEL (Allemagne), puis il retourne dans l'ECHL avec les Lizard Kings de Jacksonville, les Sea Wolves du Mississippi et le Pride de Pee Dee.
Il évolue ensuite une saison dans la West Coast Hockey League. Il porte alors les couleurs des Condors de Bakersfield, des Steelheads de l'Idaho et des Mustangs de Phoenix.
À l’automne 1999, il évolue avec les IceHawks de l'Adirondack de la United Hockey League, puis il se joint au Speed de Knoxville.
Entre 2002 et 2004, il évolue avec les Ice Bears de Knoxville qui évoluent dans l’Atlantic Coast Hockey League, la South East Hockey League et la Southern Professional Hockey League.
Il passe ensuite trente-huit mois de prison, à la suite d'accusations de complot en vue de distribuer et de possession avec intention de distribuer plus de 100 kilogrammes de marijuana entre le Canada et les États-Unis.
Lors de la saison 2009-2010, il fait un retour au jeu alors qu’il porte les couleurs du Saint-François de Sherbrooke de la Ligue nord-américaine de hockey.
Le 8 novembre 2012, il signe un contrat à titre d’agent libre avec le HC Carvena de Sorel-Tracy.
Le 9 juin 2013 il est réclamé par les Braves de Valleyfield lors du repêchage d'expansion. Il ne dispute cependant aucun match avec l'équipe, puisque le 22 septembre il est échangé aux Éperviers de Sorel-Tracy.

## Statistiques
| Saison    | Équipe                       | Ligue |    | Saison régulière | Saison régulière | Saison régulière | Saison régulière | Saison régulière |   | Séries éliminatoires | Séries éliminatoires | Séries éliminatoires | Séries éliminatoires | Séries éliminatoires |
| Saison    | Équipe                       | Ligue | PJ | B                | A                | Pts              | Pun              | PJ               | B | A                    | Pts                  | Pun                  |                      |                      |
| 1996-1997 | Ice Pilots de Pensacola      | ECHL  | 3  | 0                | 0                | 0                | 14               | -                | - | -                    | -                    | -                    |                      |                      |
| 1996-1997 | Blizzard de Huntington       | ECHL  | 43 | 1                | 5                | 6                | 94               | -                | - | -                    | -                    | -                    |                      |                      |
| 1997-1998 | ESV Kaufbeuren               | DEL   | 1  | 0                | 0                | 0                | 0                |                  |   |                      |                      |                      |                      |                      |
| 1997-1998 | Lizard Kings de Jacksonville | ECHL  | 8  | 1                | 2                | 3                | 4                | -                | - | -                    | -                    | -                    |                      |                      |
| 1997-1998 | Sea Wolves du Mississippi    | ECHL  | 10 | 0                | 1                | 1                | 26               | -                | - | -                    | -                    | -                    |                      |                      |
| 1997-1998 | Pride de Pee Dee             | ECHL  | 31 | 1                | 8                | 9                | 50               | 6                | 0 | 1                    | 1                    | 8                    |                      |                      |
| 1998-1999 | Condors de Bakersfield       | WCHL  | 15 | 2                | 6                | 8                | 28               | -                | - | -                    | -                    | -                    |                      |                      |
| 1998-1999 | Steelheads de l'Idaho        | WCHL  | 31 | 2                | 3                | 5                | 49               | -                | - | -                    | -                    | -                    |                      |                      |
| 1998-1999 | Mustangs de Phoenix          | WCHL  | 13 | 2                | 4                | 6                | 18               | 3                | 0 | 0                    | 0                    | 6                    |                      |                      |
| 1999-2000 | IceHawks de l'Adirondack     | UHL   | 27 | 2                | 7                | 9                | 150              | -                | - | -                    | -                    | -                    |                      |                      |
| 1999-2000 | Speed de Knoxville           | UHL   | 33 | 4                | 9                | 13               | 110              | -                | - | -                    | -                    | -                    |                      |                      |
| 2000-2001 | Speed de Knoxville           | UHL   | 68 | 8                | 15               | 23               | 283              | 4                | 0 | 0                    | 0                    | 13                   |                      |                      |
| 2001-2002 | Speed de Knoxville           | UHL   | 4  | 0                | 1                | 1                | 65               | -                | - | -                    | -                    | -                    |                      |                      |
| 2002-2003 | Ice Bears de Knoxville       | ACHL  | 53 | 12               | 13               | 25               | 292              | 6                | 0 | 2                    | 2                    | 8                    |                      |                      |
| 2003-2004 | Ice Bears de Knoxville       | SEHL  | 40 | 13               | 20               | 33               | 205              | 5                | 2 | 1                    | 3                    | 42                   |                      |                      |
| 2004-2005 | Ice Bears de Knoxville       | SPHL  | 6  | 1                | 2                | 3                | 28               | -                | - | -                    | -                    | -                    |                      |                      |
|           |                              |       |    |                  |                  |                  |                  |                  |   |                      |                      |                      |                      |                      |
| 2009-2010 | Saint-François de Sherbrooke | LNAH  | 21 | 0                | 3                | 3                | 92               | -                | - | -                    | -                    | -                    |                      |                      |
|           |                              |       |    |                  |                  |                  |                  |                  |   |                      |                      |                      |                      |                      |
| 2012-2013 | HC Carvena de Sorel-Tracy    | LNAH  | 15 | 0                | 1                | 1                | 69               | -                | - | -                    | -                    | -                    |                      |                      |
| 2013-2014 | Éperviers de Sorel-Tracy     | LNAH  | 3  | 0                | 1                | 1                | 14               | -                | - | -                    | -                    | -                    |                      |                      |